# كلاي كريستيانسن
كلاي كريستيانسن (بالإنجليزية: Clay Christiansen)‏ هو لاعب كرة قاعدة أمريكي، ولد في 28 يونيو 1958 في ويتشيتا في الولايات المتحدة.

## وصلات خارجية
- كلاي كريستيانسن على موقعبيزبول رفرنس.كوم (الدوري الرئيسي) (الإنجليزية)